# Franz Xaver Reithmayr

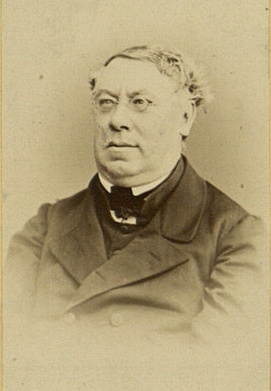
Franz Xaver Reithmayr (1870)

Franz Xaver Reithmayr (* 16. März 1809 in Illkofen (Barbing); † 26. Januar 1872 in München) war Professor für neutestamentliche Exegese an der Katholisch-Theologischen Fakultät der Ludwig-Maximilians-Universität München.

## Biographie
Nach dem Besuch des Gymnasiums in Regensburg studierte Franz Xaver Reithmayr katholische Theologie am Lyzeum in Regensburg und an der Universität München. Im Anschluss an die Priesterweihe 1832 wurde er zunächst Religionslehrer an der Lateinschule in Regensburg, ging dann bald aber erneut zur Fortsetzung seines Studiums an die Universität München, wo er 1836 zum Doktor der Theologie promoviert wurde. In dieser Zeit wurde er besonders von Johann Adam Möhler geprägt, der ihn zum intensiven Studium der Kirchenväter anregte.
Bereits 1837 wurde er zum außerordentlichen, 1841 zum ordentlichen Professor (Ordinarius) für neutestamentliche Exegese an der Katholisch-Theologischen Fakultät der Universität München ernannt, an der er bis zu seinem Tod lehrte.
Zusammen mit der Mehrheit der Professoren der Münchner Fakultät unterzeichnete Reithmayr 1869 das Gutachten an die Staatsregierung, in dem sich die Fakultät gegen die Definition der päpstlichen Unfehlbarkeit aussprach. Nach der Dogmatisierung der Lehre auf dem 1. Vatikanischen Konzil unterwarf er sich wie die meisten seiner Mitunterzeichner der kirchlichen Autorität.

## Schriften (Auswahl)
- 1847 Herausgeber des Novum Testamentum graece et latine
- seit 1869 Herausgeber der Bibliothek der Kirchenväter
- Commentar zum Briefe an die Römer, Regensburg 1843.
- Einleitung in die canonischen Bücher des Neuen Bundes, Regensburg 1852.
- Commentar zum Briefe an die Galater, München 1865.
- Lehrbuch der biblischen Hermeneutik (aus dem Nachlaß herausgegeben von Valentin Thalhofer), 1874.
- Artikel für die Historisch-politischen Blätter, den Katholik, das Münchner Archiv für theologische Literatur und das Freiburger Kirchenlexikon